# Gustav Victor Rudolf Born
Pour les articles homonymes, voir Born.
Gustav Victor Rudolf Born (29 juillet 1921 - 16 avril 2018)  est un professeur germano-britannique de pharmacologie au King's College de Londres et professeur de recherche au William Harvey Research Institute, Barts et à la London School of Medicine et Dentisterie.

## Jeunesse
Il est né en Allemagne, fils du scientifique Max Born et de sa femme Hedwig Ehrenberg. Il fait ses premières études à l'Oberrealschule de Göttingen. Il fuit l'Allemagne avec sa famille en 1933, car son père et son grand-père maternel sont juifs. Il fréquente ensuite la Perse School, Cambridge et l'Académie d'Édimbourg. Il étudie la médecine à l'Université d'Édimbourg.
En tant que médecin au service du Royal Army Medical Corps, il est l'un des premiers témoins des séquelles de la bombe atomique à Hiroshima. Il est frappé par l'incidence de troubles hémorragiques graves parmi les survivants, dus à un manque de plaquettes dû à des dommages causés par les radiations. Cela conduit une grande partie de ses recherches ultérieures. Il développe un appareil simple pour mesurer le taux d'agrégation plaquettaire qui révolutionne le diagnostic des maladies du sang liées aux plaquettes et conduit au développement de médicaments antiplaquettaires qui réduisent le risque de crise cardiaque et d'accident vasculaire cérébral pour des millions de personnes dans le monde. Il n'a pas breveté l'appareil, affirmant que les avancées scientifiques ayant des implications médicales ne devraient pas être exploitées à des fins commerciales .

## Carrière
De 1973 à 1978, il est professeur Sheild de pharmacologie à Cambridge. Il est élu membre de la Royal Society of London  en 1972 et du Royal College of Physicians en 1976. Il est professeur de pharmacologie au King's College de Londres, de 1978 à 1986, et professeur de recherche au William Harvey Institute en 1989.

## Famille
Il épouse Ann Plowden-Wardlaw, médecin et psychanalyste kleinienne, avec qui il a trois enfants . En 1962, il épouse le Dr Faith Maurice-Williams  avec qui il a deux autres enfants, dont Carey Born, actrice et cinéaste, connue pour sa société de production FirstBornFilms. La famille de son père (Max Born) est d'origine juive. Son autre fille, Georgina Born (en), est professeur de sociologie, d'anthropologie et de musique à l'université de Cambridge, et sa nièce est la chanteuse et actrice Olivia Newton-John.